# Fritz Hommel

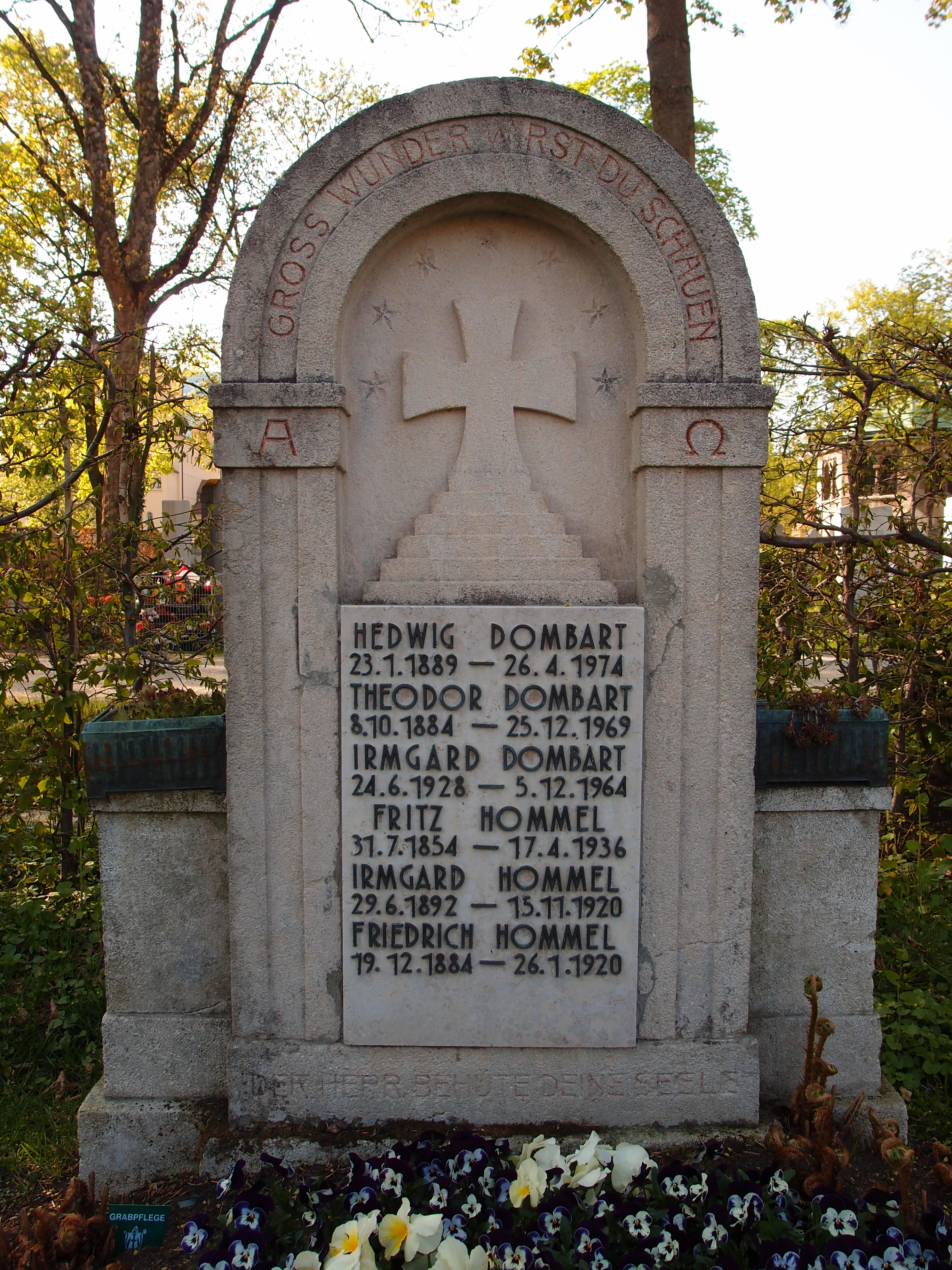
Tumba de Fritz Hommel en Nordfriedhof en Múnich

Fritz Hommel (31 de julio de 1854 – 17 de abril de 1936) fue un orientalista alemán.

## Biografía
Hommel nació en Ansbach. Estudió en Leipzig y fue habilitado en 1877 en Múnich, donde en 1885, se convirtió en profesor de lenguas semíticas. Se convirtió en un profesor en 1892, y después de su jubilación en el año 1925, continuó a dar conferencias en la Universidad de Múnich.
Estaba intrigado por los problemas lingüísticos, y también se interesó en la historia del Medio Oriente y su relación con la cultura y la vida intelectual. Sobresalió en los estudios de la literatura en escritura cuneiforme, la antigua poesía árabe, las antiguas inscripciones turcas y los Textos de las Pirámides.
Murió a los 81 años de edad en Múnich.

## Obras
Entre sus mejores escritos se encuentran una historia de Babilonia y Asiria, "Geschichte Babyloniens und Assyriens" (1885) y un trabajo sobre la geografía y la historia del antiguo Oriente Próximo, titulado: "Grundriss der Geographie und Geschichte des Alten Orienta" (1904). Otros importantes escritos por Hommel incluyen:
- Morir äthiopische Übersetzung des Physiologus (1877) – Traducción etíope de la Physiologus
- Morir Namen der Säugetiere bei den südsemitischen Völkern (1879).
- Zwei Jagdinschriften Asurbanipals (1879).
- Morir semitischen Völker Sprachen und. Bd. 1 (1883) – Pueblos Semitas y sus idiomas.
- Morir älteste arabische Baarlam-Versión (1887) – La más Versión árabe más antigua de de Barlaam.
- Abriß der Geschichte des alten Orienta (1887) – Resumen sobre la historia del antiguo Oriente.
- Der babylonische Ursprung der ägyptischen Kultur (1892) – El origen Babilónico de la cultura Egipcia.
- Und Aufsätze Abhandlungen arabistisch-Semitologischen Inhalts Bd. I-III (1892-1901) – Ensayos y tratados de contenido árabe-semita.
- Südarabische Chrestomathie (1893) – Antología del sur de Arabia.
- Sumerische Lesestücke (1894) – Lecturas sumerias.
- Geschichte des alten Morgenlandes (1904).
- Morir altisraelische Überlieferung en inschriftlicher Beleuchtung (1896).
- Der Gestirndienst der alten Araber und die altisraelische Überlieferung (1900).
- Vier neue arabische Landschaftsnamen im Alten Testament (1901) – Cuatro nuevos nombres árabes en el Antiguo Testamento.
- Zwei hundert sumero-türkische wortvergleichungen (1915) – Comparación de 200 palabras sumerias-turcas .